# Limnogale mergulus
Limnogale mergulus é uma espécie de mamífero da família Tenrecidae, endêmica de Madagascar. É a única espécie do gênero Limnogale.
É o único tenrecídeo aquático, podendo ser encontrado em córregos nas florestas úmidas e nos planaltos centrais do leste de Madagascar. Existem poucos registros dessa espécie.